# Les Rebelles de la forêt (jeu vidéo)
 (avril 2025).
Si vous disposez d'ouvrages ou d'articles de référence ou si vous connaissez des sites web de qualité traitant du thème abordé ici, merci de compléter l'article en donnant les références utiles à sa vérifiabilité et en les liant à la section « Notes et références ».
Pour les articles homonymes, voir Les Rebelles de la forêt.
Les Rebelles de la forêt (Open Season) est un jeu vidéo publié par Ubisoft sorti en 2006, d'après le long métrage d'animation du même nom, Les Rebelles de la forêt.

## Réception
Plusieurs critiques regrettent la simplicité du scénario et la durée de vie réduite.